# Irrigatiebeheer
Irrigatie is de kunstmatige winning en verdeling van water op projectniveau met het oog op toediening van water op veldniveau aan landbouwgewassen wanneer de regen schaars is zodat de gewasopbrengst verzekerd is of verhoogd wordt.

Dit artikel gaat over organisatorische vormen van het beheer van irrigatiewater op projectniveau.

## Vormen van waterbeheer
De belangrijkste fysische elementen van een irrigatieproject zijn land en water. Naargelang de bezitsverhoudingen van deze elementen zijn er verschillende vormen van waterbeheer:

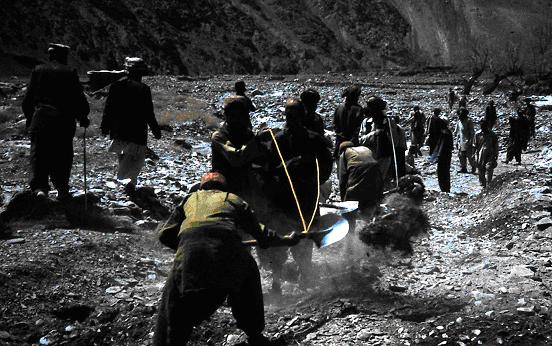
Gemeenschappelijk onderhoud aan inlaat van irrigatiekanaal vanaf een rivier met stenige bedding, Beloetsjistan (provincie)

- Gemeenschapsvorm
- Ondernemingsvorm
- Utiliteitsvorm

### Gemeenschapsvorm
Tot het einde van de 19e eeuw voltrok de ontwikkeling van irrigatieprojecten zich in een kalm tempo. Aan het einde van de 19e eeuw was het geïrrigeerde areaal in de wereld ongeveer 50 miljoen ha, ruwweg 1/5 van het huidige areaal (zie Irrigatie (statistieken)). De irrigatiesystemen waren vaak in bezit van gemeenschappen van onafhankelijke grondbezitters, maar de grond kon ook familiebezit zijn of van de gemeenschap die het grondgebruik regelde.

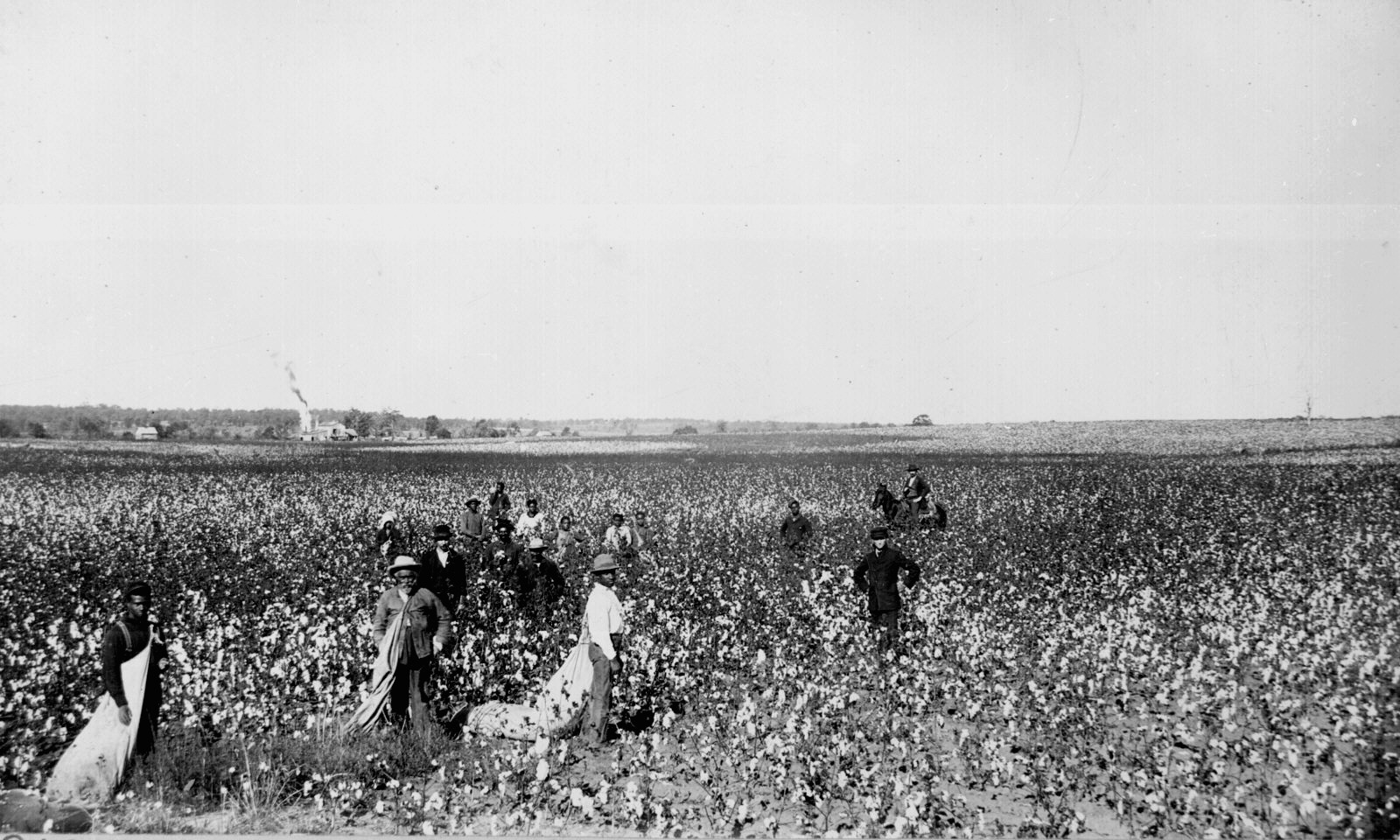
Slavenarbeid op een katoenplantage

### Ondernemingsvorm

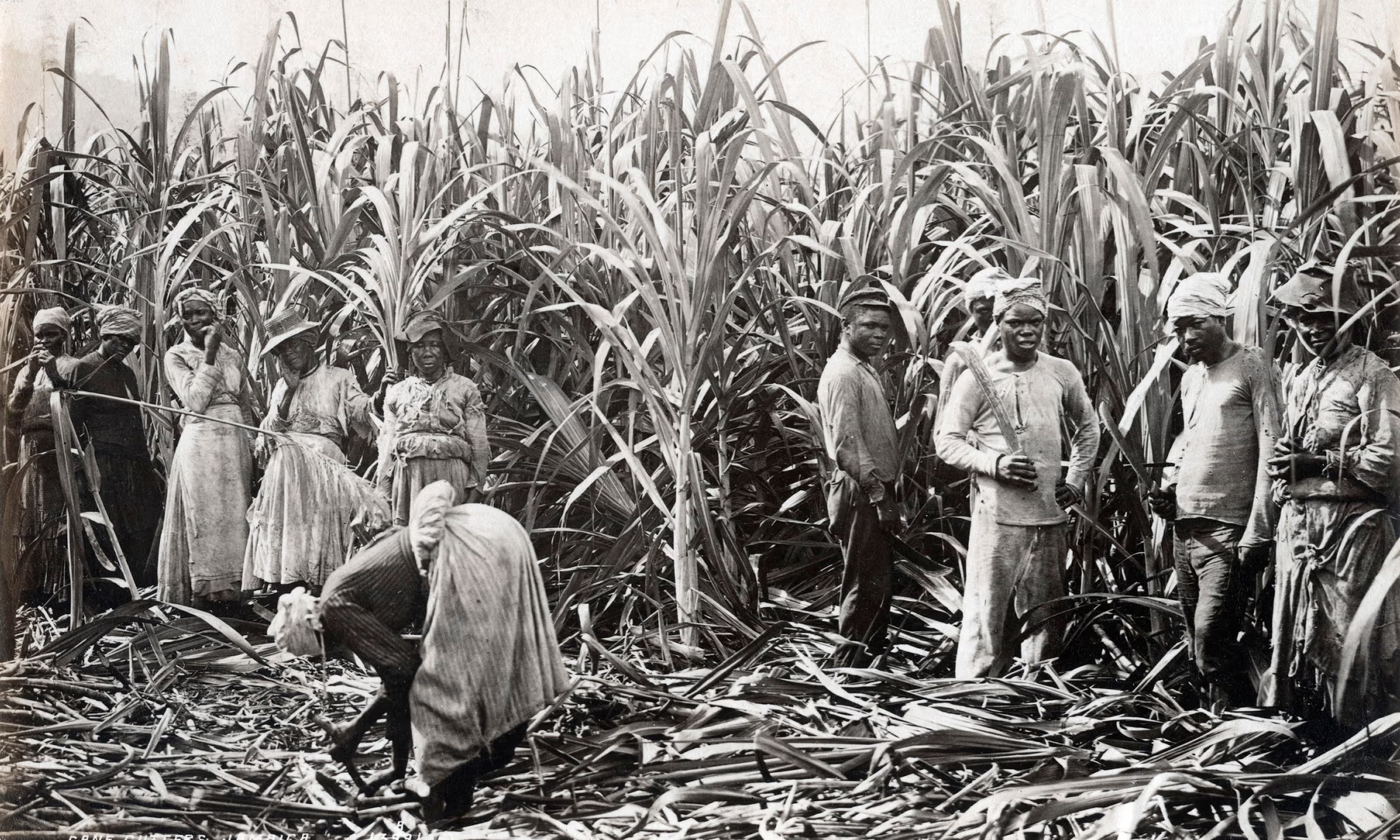
Arbeiders in een suikerrietplantage

Deze ondernemingsvorm van waterbeheer komt voor bij grootgrondbezitters en bij de grote plantages die zowel de grond als het water in bezit hebben, het laatste al of niet via een licentie. Grote plantages komen voor in voormalige door Europa gekoloniseerde gebieden of in dictatoriaal bestuurde landen in Azië, Afrika, en Latijns-Amerika, en in gebieden binnen het voormalige Sovjet-Unie. Het gaat vaak om de grootschalige verbouw van gewassen als bananen, suikerriet, en katoen. In technisch opzicht was het waterbeheer veelal uitstekend geregeld.
De plantages kunnen het bezit zijn van een kapitalistische organisatie. Als gevolg van landhervormingen hebben plantages een coöperatief bestuur gekregen gekozen door de voormalige werknemers die lid werden van de coöperatie.

### Utiliteitsvorm

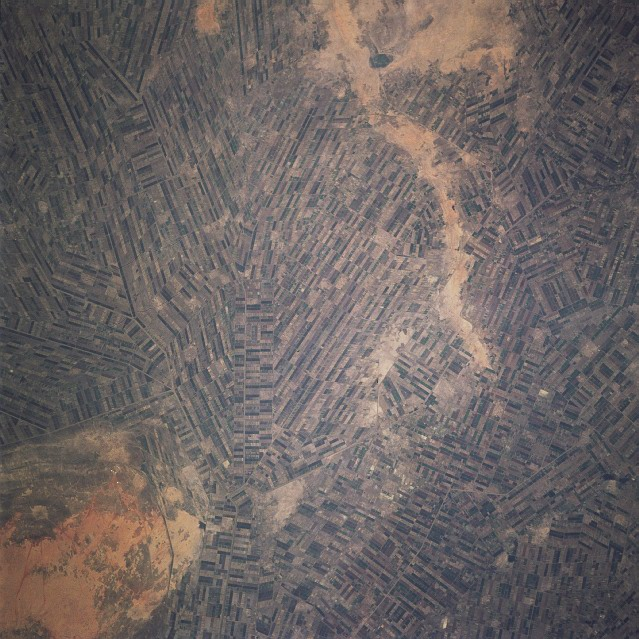
Irrigatiekanalen in het Gezira project, Soedan, 1997, met de utiliteitsvorm van waterbeheer. Het water is afkomstige van de Blauwe Nijl

De utiliteitsvorm van waterbeheer komt voor in gebieden waar de grond eigendom is van kleine of grote grondbezitters terwijl de waterwinning in handen is van een (overheids)organisatie die ook het water levert. 

Na 1900 kregen overheden meer invloed in de irrigatie omdat:
- water meer en meer als overheidsbezit werd beschouwd omdat de vraag naar water van goede kwaliteit toenam maar het aanbod verhoudingsgewijs schaarser werd
- de ontwikkeling van nieuwe irrigatieprojecten technisch, organisatorisch, en financieel zo ingewikkeld werd dat deze buiten de mogelijkheden van de kleine gemeenschappen kwam
- grootschalige irrigatieprojecten in zwang kwamen omdat deze als efficiënter beschouwd werden dan kleinschalige
- het import- en exportbeleid van overheden de verbouw van meer handelsgewassen vereiste

Het waterbeheer was voor overheden vaak een grote kostenpost. Met het opkomen van de golf van liberalisering en privatisering in de tachtiger jaren van de 20e eeuw, gaven de overheden de waterverdeling via de infrastructuur van het kanalenstelsel in beheer van organisaties van grondbezitters die het water gebruikten. Dit gold ook voor het onderhoud van de irrigatiesystemen op projectniveau. De watergebruiksorganisaties van boeren werkten min of meer volgens het model van de traditionele waterschappen in Nederland, met het verschil dat het de aanvoer van water betreft in plaats van de afvoer. Zij dienden de waterrechten van de deelnemers in acht te nemen.
De waterwinning, vooral als het gebeurt via grote stuwdammen (waar ook waterkrachtinstallaties aan verbonden zijn), bleef veelal in handen van de overheid, temeer omdat de openbare veiligheid in het geding is.
De Utiliteitsvorm van waterbeheer heeft in de geschiedenis meer strubbelingen opgeleverd dan de andere vormen (zie hieronder).

## De prijs van irrigatiewater

### Tarieven
Het irrigatiewater heeft een prijs waarmee de kosten van beheer moeten worden gedekt. Er bestaan de volgende tariefsystemen:
- Geen tarief, de overheid neemt de kosten voor zijn rekening
- Tarief in arbeidsuren, geldt vooral bij gemeenschappelijk beheer in traditionele irrigatiesystemen
- Jaarlijks areaal tarief, een vast bedrag per ha per jaar
- Seizoensareaaltarief, een vast bedrag per ha per seizoen, met hogere tarieven in het droge seizoen
- Volumetrisch tarief, een vast bedrag per m³ water, dit vereist watermeters
- Getrapt volumetrisch tarief (block pricing) voor watergebruik per ha, de eerste trap is het goedkoopst

Het gebruik van grondwater voor irrigatie is vaak onderworpen aan een vergunning door de overheid waarbij de bezitter van de waterput gebonden is aan een maximale jaarlijkse onttrekking voor een zeker prijs.

### Inning
De inning van waterlasten verloopt vaak moeizaam, met als redenen:
- De ontvangsten gaan naar een andere organisatie dan de projectbeheerder
- Geen deelname van boeren in het projectbeheer
- Slechte communicatie tussen boeren en projectbeheerders
- Uitblijven van straf na het niet voldoen van de waterrekening
- Arme boeren kunnen de waterrekening niet voldoen
- Boeren ontvangen te weinig water en/of op een verkeerd tijdstip
- Corruptie bij projectbeheerders

### Kostendekking
De ontvangen waterlasten zijn vaak onvoldoende voor kostendekking:
| Land                    | Inning (%) | Kostendekking (%) | Opmerking                      |
| ----------------------- | ---------- | ----------------- | ------------------------------ |
| Argentinië              | 67         | 12%               | lage waterlasten: $70/ha/jaar  |
| Bangladesh              | 3-10       | <1                | Waterlasten vaak niet opgelegd |
| Brazilië, Jaiba project | 66         | 52                |                                |
| Columbia                | 76         | 52                |                                |
| Turkije                 | 76         | 30-40             |                                |
| Sri Lanka               | 8          | <1                | Waterlasten vaak niet opgelegd |

### WGO's
Vanaf 1980 werden er in veel landen programma's opgezet om het beheer van overheidsprojecten in handen te geven van watergebruikersorganisaties (WGO's), die enige gelijkenis vertonen met de Nederlandse waterschappen, met het verschil dat het gaat om de aanvoer van water in plaats van de afvoer. 

Een succesvolle ontwikkeling deed zich voor in Mexico, waar men in 1990 begon aan een programma van WGO's met verhandelbare waterrechten. Eind 1997 waren er 400 WGO's in werking met gemiddeld van 7600 ha per WGO. De overheidssubsidies bedroegen slechts 6% van de kosten van waterverdeling en onderhoud. Meer dan 90% van de waterlasten werd geïnd vooral omdat er vooruit betaald moest worden.

## Watertoedeling in theorie

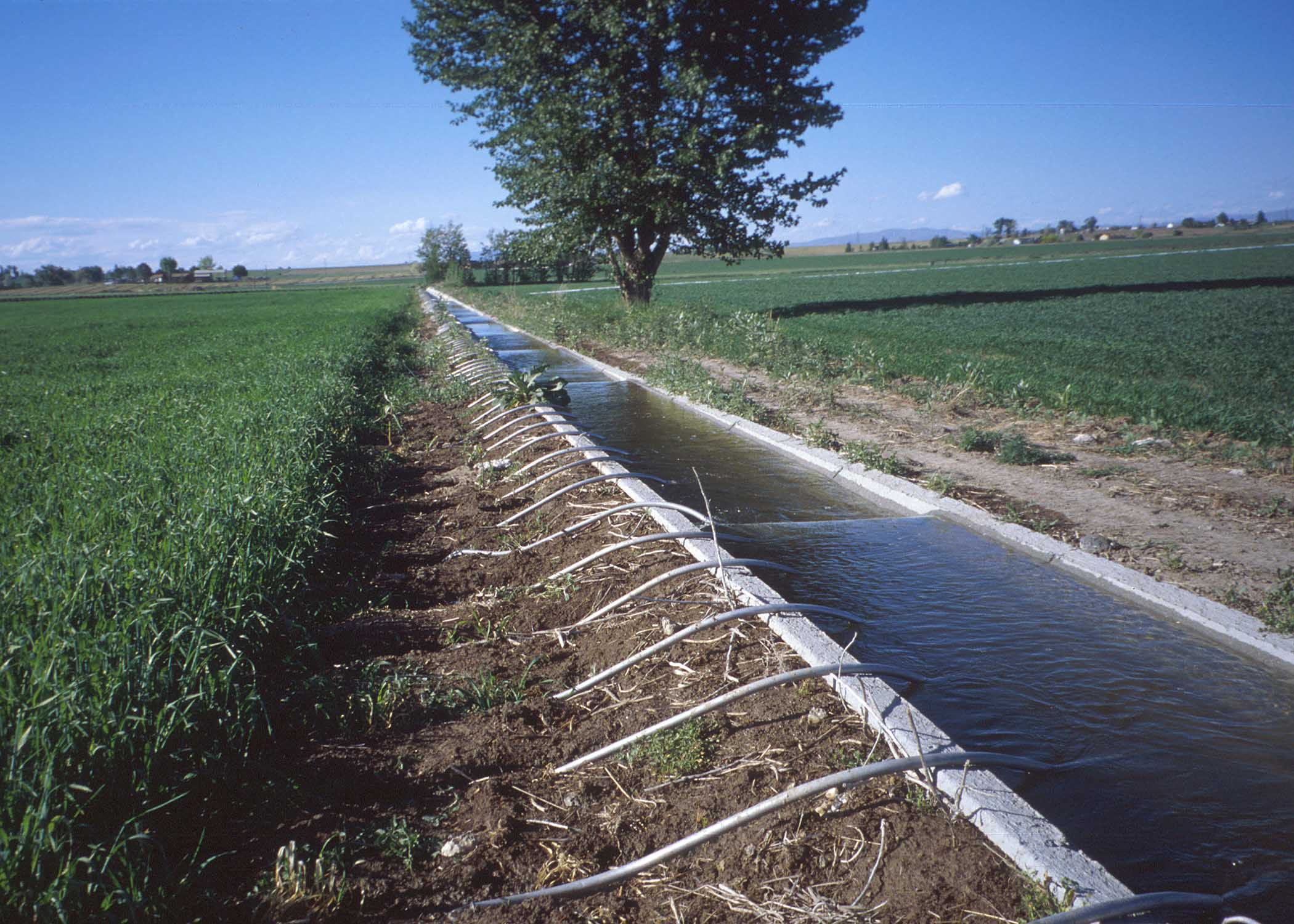
Irrigatiewater wordt geleverd aan de boerderij

### Per toerbeurt
De toedeling van water in grote irrigatie projecten gaat meestal per toerbeurt. De hoeveel te ontvangen irrigatiewater is meestal grondgebonden zodat de boer om de zoveel tijd (bijvoorbeeld 10 dagen of twee weken) een bepaalde hoeveelheid water ontvangt naargelang het oppervlak van zijn bedrijf. Daar de toestroom van irrigatiewater veelal een constant debiet heeft, wordt het water ontvangen gedurende een bepaalde tijd afhankelijk van de oppervlakte te irrigeren areaal, bijvoorbeeld drie uur.
De toerbeurtmethode is typerend voor de utiliteitsvorm van irrigatiebeheer

### Op aanvraag
Bij irrigatieprojecten op kleinere schaal kan het water ook op aanvraag geleverd worden. Dit vereist een nauwkeurige boekhouding. Omdat de aanvraag pieken en dalen kan vertonen is een stelsel van irrigatiekanalen nodig dat voldoende capaciteit heeft om de pieken op te vangen. Het stelsel is duurder dan bij het toerbeurt systeem, maar de irrigatie is efficiënter omdat het water beter naar behoefte aan het gewas kan worden gegeven. Bij extreme pieken zal onderhandeld moeten worden om de toedeling van water te regelen of er zal een noodregeling ingesteld moeten zijn.
Uit het oogpunt van efficiënt watergebruik is de aanvraagmethode het beste.

### Per preferentie

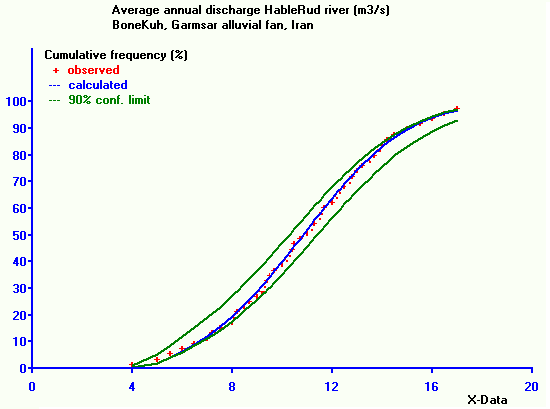
Cumulatieve-frequentieanalyse van de variable jaarlijkse afvoer van een rivier. De gegevens zijn geanalyseerd met het CumFreq programma

In projecten met een onzekere wateraanvoer hebben soms de gebruikers aan het topeinde voorrang op op de gebruikers aan het staarteind. Het aantal boeren dat een gewas kan verbouwen is in dan in natte jaren groter dan in droge.
De preferentiële methode van irrigatiebeheer kan worden gevonden in wilde irrigatie systemen. Het is waarschijnlijk dat de watergebruikers, of hun voorouders, nabij de inlaatwerken meer hebben bijgedragen aan aanleg en onderhoud ervan dan anderen en daarom preferentiële waterrechten bezitten.

### Volgens aanspraak
In gebieden met algemene schaarste aan water wordt ook wel het beginsel van wateraanspraak gebruikt, waarbij de aanspraak per hectare een deel is van de volledige behoefte per hectare. Boeren kunnen dan slechts een deel van hun bedrijf bevloeien of hun gewassen maar een beperkte hoeveelheid water geven, net voldoende om een magere opbrengst te verkrijgen of slechts die gewassen verbouwen die een lage waterbehoefte hebben (bijvoorbeeld gerst, sorghum, katoen). In India wordt dit "protective irrigation" genoemd hetgeen neer komt op gelijke verdeling van schaarste en honger.
De wateraanspraakmethode wordt vooral toegepast bij de utiliteitsvorm van irrigatiebeheer.
Door belangenstrijd kan waterschaarste kan er toe leiden dat de toedeling in praktijk afwijkt van de theorie.

## Watertoedeling in de praktijk

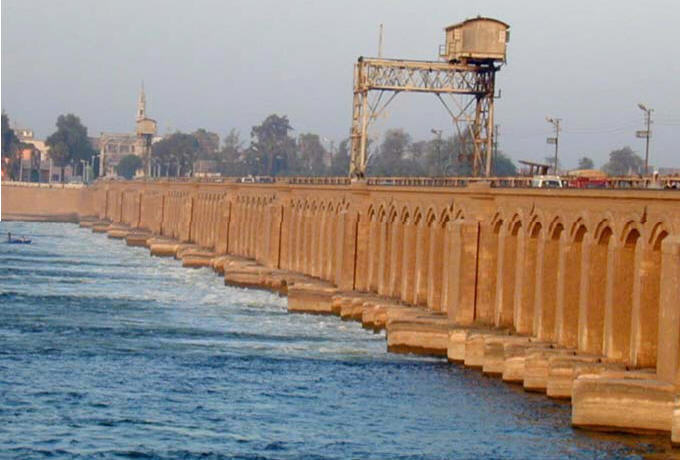
De oude irrigatiesluizen in de Nijl bij Assiut, Egypte

### Belangenstrijd
In de praktijk is de watertoedeling aan belangenstrijd onderhevig. Invloedrijke boeren weten soms meer water te bemachtigen dan hen volgens de wateraanspraak toekomt. Watergebruikers aan de bovenkant (of kopse kant) van het project kunnen ook gemakkelijker water onderscheppen dan gebruikers aan het beneden- of staarteinde (vertaald uit het Engelse: "tail end"). De mate van invloed van boeren is meestal gecorreleerd aan de ligging van hun gronden ten opzichte van het kopse eind van het project.

### Staarteindproblemen
R.Chambers citeert een groot aantal auteurs die de staarteindproblemen in kaart hebben gebracht. Een aantal voorbeelden:
- Het oude Sardar kanaal in de staat Gujarat, India, was ontworpen om jaarlijks 32% van de waterbehoefte te dekken, maar bovenstrooms werd 42% geleverd (dat wil zeggen 131% van de ontwerpnorm) en benedenstrooms 19 % (dat is 59% van de ontwerpnorm), hoewel het project als "protective irrigation" was ontworpen.
- Het Sardar Sahayak Pariyojana irrigatieproject, een uitbreiding van het Sardar project met 1.7 miljoen ha, ontvingen de boeren aan het topeind 5 maal zoveel water als aan het voeteneind, hoewel het project was ontworpen voor gelijke verdeling van het schaarse water.
- Het Ghatampur verdelingskanaal in het RamGanga project in de staat Uttar Pradesh, India, leverde een hoeveelheid water gelijk aan 155% van de ontwerpnorm aan het Kisarwal districtskanaal nabij het topeinde van het project, en slechts 22% aan het Bairampur districtskanaal aan het staarteinde, evenzo in strijd met de ontwerpnorm.

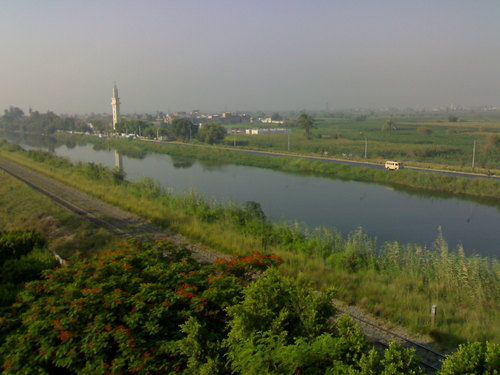
Het Ibrahimiya irrigatiekanaal bij Minya, Egypte

Ook voor Egypte, in 1984, zijn aanzienlijke verschillen in waterverdeling over de kanaalsystemen gerapporteerd:
| Zijkanaal                 | Wateraanvoer in m³/feddan *) |
| ------------------------- | ---------------------------- |
| Kafret Nasser             | 4700                         |
| Beni Magdul               | 3500                         |
| El Mansuria               | 3300                         |
| El Hammami bovenstrooms   | 2800                         |
| El Hammami benedenstrooms | 1800                         |
| El Shimi                  | 1200                         |
*) Periode 1 maart to 31 juli.   1 feddan is 0,42 ha.   Gegevens van: Egyptian Water Use Management Project (EWUP).